# Registo de Identificação dos Passageiros
O Registo de Identificação dos Passageiros (em inglês: Passenger Name Record, PNR) é um registo (registro) na base de dados (banco de dados) de um sistema informático de reserva (computer reservation system, CRS) que contém o itenerário de um passageiro ou de um grupo de passageiros que viajam juntos. O conceito do PNR foi introduzido pela primeira vez pelas companhias aéreas que precisavam de trocar as informações da reserva para os casos dos passageiros que precisavam de utilizar voos de diversas companhias aéreas para conseguirem chegarem ao seu destino ("interlining"). Para este efeito, a IATA e a Airlines for America (A4A), anteriormente designada por Air Transport Association of America (ATA), definiram os padrões para as mensagens interlinha (interline) do PNR e outros dados através dos "Procedimentos das Mensagens Interlinha das Reservas ATA/IATA – Passageiro" ("ATA/IATA Reservations Interline Message Procedures – Passenger", AIRIMP). Não existe um padrão geral no setor para a disposição (layout) e o conteúdo de um PNR. Na prática, cada sistema informático de reserva (computer reservation system, CRS) ou sistema de alojamento tem as suas próprias normas, apesar de que as necessidades comuns da indústria, incluindo a necessidade de mapear facilmente os dados do PNR para as mensagens AIRIMP, tenham resultado na existência de muitas semelhanças gerais no conteúdo e formato dos dados entre todos os principais sistemas existentes.
Quando um passageiro reserva um itinerário, o agente de viagens ou utilizador do sítio web (website) das viagens cria um PNR no sistema informático de reserva (CRS) que utiliza. Este é normalmente um dos grandes Sistemas de Distribuição Global (Global Distribution Systems, GDS), como o Amadeus, o Sabre ou o Travelport (Apollo, Galileo e Worldspan), no entanto se a reserva for feita diretamente com uma companhia aérea, o PNR também pode estar na base de dados (banco de dados) do CRS da companhia aérea. Este PNR é chamado de PNR Master para o passageiro e o itinerário associado. O PNR é identificado na base de dados (banco de dados) específica por um localizador dos registos (registros) (record locator).
Quando segmentos da viagem não são fornecidas pelo titular do PNR master, as cópias das informações do PNR são enviadas aos CRSs das companhias aéreas que fornecem o transporte. Estes CRSs abrem cópias do PNR original na sua própria base de dados (banco de dados) para gerir (gerenciar) a parte do itinerário pela qual são responsáveis. Muitas companhias aéreas têm os seus CRS armazenados (hospedados) num dos Sistemas de Distribuição Global (Global Distribution Systems, GDS), o que permite a partilha do PNR.
Os localizadores dos registos (registros) dos PNRs copiados são comunicados ao CRS que possui o PNR mestre, de forma a que todos os registos (registros) permaneçam vinculados. Isto permite a troca das atualizações do PNR quando o estatuto (status) da viagem muda em qualquer um dos CRSs.
Pese embora os PNRs tenham sido originalmente introduzidos para viagens aéreas, os sistemas das companhias aéreas agora também podem ser usados para as reservas dos hotéis, o aluguer (aluguel) dos automóveis, as transferências do aeroporto e as viagens de comboio (trem).

## Componentes
Do ponto de vista técnico, são necessárias cinco componentes de um PNR antes de que uma reserva possa ser concluída. Eles são:
- Nome do passageiro
- Detalhes de contato do agente de viagens ou escritório (office) da companhia aérea
- Detalhes da emissão dos bilhetes (ingressos), seja o número do bilhete (ingresso) ou o limite de tempo para a emissão dos bilhetes (ingressos)
- Itinerário de pelo menos um segmento, que deve ser o mesmo para todos os passageiros listados
- Nome da pessoa que fornece as informações ou faz a reserva.

Outras informações, como o carimbo da data e da hora e o código da pseudocidade (pseudo city code) da agência, entram na reserva automaticamente. Todas as informações inseridas são retidas no “histórico” da reserva.
Após a conclusão da reserva até este nível, o CRS emite um localizador de registo (registro) exclusivo, totalmente alfabético ou alfanumérico, que permanece o mesmo, independentemente de quaisquer alterações adicionais feitas (exceto se um PNR de várias pessoas for dividido). Cada companhia aérea cria o seu próprio registo (registro) da reserva com um localizador de registo (registro) único, que, dependendo do acordo do nível de serviço entre o CRS e as companhias aéreas envolvidas, é transmitido ao CRS e armazenado na reserva. Se uma companhia aérea utilizar o mesmo CRS da agência de viagens, o localizador de registo (registro) será o mesmo para ambas.
Uma quantidade considerável de outras informações é frequentemente recolhida tanto pelas companhias aéreas como pelos agentes de viagens para garantir viagens eficientes. Isto inclui:
- Detalhes da tarifa (pese embora o valor possa ser suprimido, o tipo da tarifa é mostrado) e quaisquer restrições que possam ser aplicadas ao bilhete.
- Valores de impostos pagos às autoridades competentes envolvidas no itinerário.
- A forma de pagamento utilizada, pois normalmente restringe qualquer reembolso caso o bilhete não seja utilizado.
- Mais detalhes de contato, como o número de telefone e morada (endereço) da agência, números de telefone de contato adicionais na morada (endereço) do passageiro e no destino pretendido.
- Detalhes da idade, se for relevante para a viagem, por exemplo, as crianças desacompanhadas ou os passageiros idosos que necessitam da assistência.
- Dados do programa de passageiro frequente (frequent-flyer program, FFP).
- Reserva (alocação) do assento (ou requisição de tipo de assento).
- Pedidos (solicitações) de serviços especiais (SSR), como necessidades de refeições, assistência para as cadeiras de rodas e outros pedidos (solicitações) semelhantes.
- “Instrução dos Serviços Opcionais” ou “Outras Informações de Serviço” (OSI) – informações enviadas a uma companhia aérea específica, ou a todas as companhias aéreas na reserva, que lhes permite melhor prestarem o seu serviço. Estas informações podem incluir os números dos bilhetes, detalhes dos contatos locais (a secção de telefone é limitada a apenas algumas entradas), códigos de prioridade de embarque e melhoria (upgrade) do pessoal da companhia aérea e outros detalhes, como o idioma do passageiro ou detalhes de uma deficiência.
- Observações do Fornecedor (Vendor Remarks, VR). VRs são comentários feitos pela companhia aérea, normalmente gerados automaticamente assim que a reserva ou pedido (solicitação) são concluídos. Normalmente incluem o localizador dos registos (registros) (record locator) da própria companhia aérea, respostas aos pedidos (solicitações) especiais e conselhos sobre os prazos de emissão dos bilhetes. Pese embora normalmente seja enviado pelas companhias aéreas a um agente de viagens, também é possível que um agente de viagens envie um VR para uma companhia aérea.

Para além disso, as autoridades nacionais de proteção de fronteiras e os governos também exigem que as companhias aéreas lhes forneçam obrigatoriamente um conjunto de informações adicionais, e que prestem todo o auxílio exigido pelos agentes das autoridades nacionais que protegem as fronteiras e rastreiam os imigrantes irregulares, os criminosos e os terroristas. Estas informações adicionais e obrigatórias incluem:
- Género dos passageiros
- Detalhes do passaporte – nacionalidade, número e data de validade
- Data e local de nascimento
- Número de compensação (redress number) (se previamente fornecido ao passageiro pelas autoridades dos EUA)
- Todas as informações do pagamento/faturação disponíveis.

Os componentes de um PNR são identificados internamente num CRS pelo código de um carácter. Este código é frequentemente usado ao criar um PNR por meio de uma entrada direta numa janela do terminal (em vez de usar uma interface gráfica). Os seguintes códigos são padrão em todos os CRSs baseados no sistema PARS original:
- – Nome
- 0 Informações do segmento (voo), incluindo o número de assentos reservados, código do estatuto (status) (por exemplo, HK1 – confirmado para um passageiro) e classe da tarifa
- 1 IDs do registo (registro) PNR relacionados.
- 2 Identificação do proprietário do PNR (companhia aérea, nome do utilizador e função do CRS)
- 3 Outros itens de Outras Informações de Serviço (OSI) ou Pedido (Solicitação) de Serviço Especial (SSR) de outras companhias aéreas
- 4 Itens OSI ou SSR da companhia aérea anfitriã
- 5 Observações
- 6 Recebido de
- 7 Informações sobre os bilhetes (ingressos) (incluindo o número do bilhete/ingresso)
- 8 Limite do tempo para a emissão dos bilhetes (ingressos)
- 9 Números de telefone de contato

## Alojamento (hospedagem)
A maioria das companhias aéreas e agências de viagens opta por alojar (hospedar) as suas bases de dados (bancos de dados) PNR num sistema informático de reservas (CRS) ou numa empresa de um Sistemas de Distribuição Global (Global Distribution Systems, GDS), como o Sabre, o Galileo, o Worldspan ou o Amadeus.

## Acordos internacionais de partilha do PNR

### União Europeia e Estados Unidos
O Acordo entre os Estados Unidos da América e a União Europeia sobre a utilização e a transferência dos registos de identificação dos passageiros para o Departamento de Segurança Interna dos Estados Unidos (United States Department of Homeland Security, DHS) (Agreement between the United States of America and the European Union on the use and transfer of Passenger Name Records to the United States Department of Homeland Security) é um acordo internacional entre os Estados Unidos da América e a União Europeia que foi assinado a 14 de dezembro de 2011, com a finalidade de fornecer Registos de Identificação dos Passageiros (PNR) das transportadoras aéreas que operam voos de passageiros ao Departamento de Segurança Interna dos Estados Unidos para "garantir a segurança e proteger a vida e a segurança do público" (Artigo 1.º).

### União Europeia e Austrália
A 16 de janeiro de 2004, o Grupo de Trabalho do Artigo 29.º (Article 29 Data Protection Working Party) divulgou o seu Parecer 1/2004 (WP85) sobre o nível de proteção PNR assegurado na Austrália para a transmissão dos dados de registos (registros) de identificação dos passageiros das companhias aéreas.
Em 2010, a Direcção-Geral de Justiça, Liberdade e Segurança da Comissão Europeia foi dividida em duas. Os órgãos resultantes foram a Direção-Geral de Justiça (Comissão Europeia) e a Direção-Geral dos Assuntos Internos (Comissão Europeia).
A 4 de maio de 2011, Stefano Manservisi, Diretor-Geral da Direção-Geral dos Assuntos Internos (Comissão Europeia), escreveu à Autoridade Europeia para a Proteção de Dados (AEPD) a propósito de um acordo de partilha do PNR com a Austrália, um aliado próximo dos EUA e signatário do Tratado de Segurança UK-USA relativo à Inteligência dos Sinais (SINGINT).
A AEPD respondeu a 5 de maio, mediante a Carta 0420 D845 (Letter 0420 D845):

### União Europeia e Canadá
O documento do Grupo de Trabalho do Artigo 29.º (Article 29 Data Protection Working Party) intitulado Parecer 1/2005 sobre o nível de proteção assegurado no Canadá para a transmissão do registo (registro) de identificação dos passageiros e das informações antecipadas sobre os passageiros das companhias aéreas (WP 103) (Opinion 1/2005 on the level of protection ensured in Canada for the transmission of Passenger Name Record and Advance Passenger Information from airlines (WP 103)), de 19 de janeiro de 2005, oferece informações sobre a natureza dos acordos PNR com o Canadá.

## União Europeia
Na União Europeia, a Diretiva (UE) 2016/681 do Parlamento Europeu e do Conselho, de 27 de abril de 2016, relativa à utilização dos dados dos registos de identificação dos passageiros (PNR) para efeitos de prevenção, deteção, investigação e repressão das infrações terroristas e da criminalidade grave, obriga todas as companhias aéreas que transportam pessoas através das fronteiras externas do Espaço Schengen e da UE a fornecer, de forma correta e completa, todos os dados dos passageiros que entram e saem às autoridades de imigração e proteção de fronteiras e às autoridades aduaneiras. Os dados PNR recolhidos são obrigatoriamente transferidos para as autoridades competentes do Estado-Membro relevante. Esta transferência é obrigatoriamente feita antes do início da viagem, permitindo que as autoridades realizem as análises de risco e os procedimentos de segurança para identificar antecipadamente e travar todos os potenciais imigrantes irregulares, criminosos e terroristas.

## Ligação externa
- Orientações sobre dados do Registo de Identificação dos Passageiros (PNR) (Guidelines on Passenger Name Record (PNR) Data), IATA